# Эвальд, Иоганн фон
Иоганн фон Эвальд (дат. Johann Ewald; 20 марта 1744, Кассель, Гессен-Кассель — 25 июня 1813, Киль, Шлезвиг-Гольштейн, Дания) — датский военачальник, генерал-лейтенант, участник Семилетней войны и войны за независимость Соединённых Штатов Америки, эксперт партизанской войны.

## Биография
Иоганн фон Эвальд родился 20 марта 1744 года в городе Касселе.
Результатом его военного опыта во время войны за независимость США явилась книга «Ueber den kleinen Krieg» изданная в городе Марбурге в 1785 году, на которую обратил внимание сам король Пруссии Фридрих Великий. Эта книга по праву считается одним из первых и лучших пособий касающихся тактики ведения боевых действий.
В 1806 году Иоганн фон Эвальд, сохраняя датский нейтралитет, воспрепятствовал французам и пруссакам перейти через датскую границу в Гольштинии.
В 1807 году во время нападения англичан на Копенгаген генерал защитил от вторжения остров Зеландия.
В 1809 году, стоя во главе датского корпуса, действовавшего вместе с французами против Фердинанда фон Шилля, он отличился при штурме Штральзунда.
В апреле 1812 года Иоганн фон Эвальд назначен командиром дивизии, численностью в 9,8 тысяч человек, в составе французского 11-го резервного корпуса маршала Ожеро. Из-за болезни Эвальд сдал командование и мае 1813 года вышел в отставку.
Иоганн фон Эвальд умер 25 июня 1813 года в городе Киле.
Военные заслуги генерала были отмечены несколькими орденами.